# Sepp Moosmann
Sepp Moosmann (* 26. Dezember 1928 in Dornbirn; † 26. November 2017 ebenda) war ein österreichischer Künstler, Lyriker und Schriftsteller.

## Leben
Sepp Moosmann machte eine Lehre als Dekorationsmaler. Von 1952 bis 1957 studierte er an der Akademie für angewandte Kunst in Wien und schloss mit Diplom und Auszeichnung ab. Nach Arbeitsaufenthalten in London und München beteiligte sich Moosmann an Ausstellungen zu Textiler Kunst, wobei 1966 bei der Ausstellung Internationales Kunsthandwerk in Stuttgart seine Exponate prämiert wurden. Ab 1967 lehrte er an der Hochschule für angewandte Kunst in Wien in der Meisterklasse für Textiles und war ebendort von 1975 bis 1997 Professor für Textiles Gestalten und Werken.
Sepp Moosmann begann 1965 Lyrik und später auch Prosa zu schreiben.
Moosmann lebte und arbeitete in Wien, in Unterwaltersdorf und seine letzten Jahre in Dornbirn.

## Publikationen
- Nur eine Taube. Roman, Styria, Graz 1983, ISBN 3-901802-19-3.
- Ornat. Lyrik und Stickereien. Wien 1997.
- Asche und Stern. Notizen aus einem Tagebuch. Aufzeichnungen. Bucher, Hohenems 2007, ISBN 978-3-902612-34-2.